# Виноградный (Анапа)
Виногра́дный — посёлок в Краснодарском крае, входит в состав муниципального образования город-курорт Анапа. Центр сельского округа Виноградный.

## География
Расположен на восточном берегу Витязевского лимана при впадении в него реки Гостагайка, в 15 км к северу от центра Анапы. Автотрасса М25, железнодорожная станция Гостагаевская расположена в 2 км южнее Виноградного у хутора Нижняя Гостагайка. Аэропорт Витязево — в 4 км южнее.

## Население
| 2002 | 2010  | 2021  |
| ---- | ----- | ----- |
| 3209 | ↗3354 | ↗4040 |

## Инфраструктура
Экономика
В поселке расположен один из старейших и крупнейших винзаводов Краснодарского края — ООО «СПК им. В. И. Ленина», созданного на базе совхоза имени В. И. Ленина в 1933 году. С 2011 года предприятие проходило процедуру банкротства. Ликвидировано 17 января 2018 года.

## Транспорт
Автомобильный и железнодорожный транспорт.